# Maren Kames

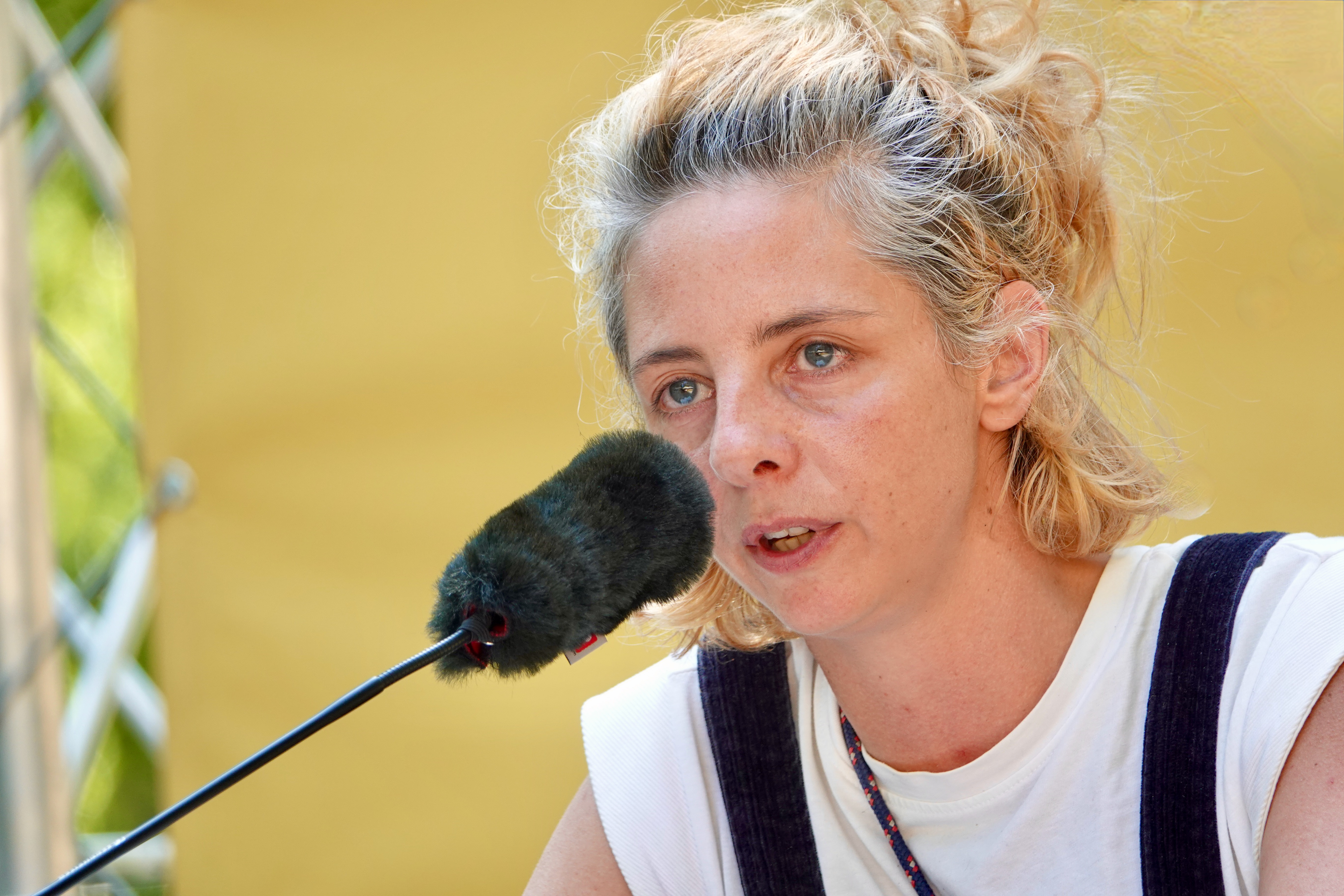
Maren Kames 2024

Maren Kames (* 1984 in Überlingen) ist eine deutsche Schriftstellerin und Übersetzerin.

## Leben und Wirken
Kames wurde 1984 in Überlingen am Bodensee geboren und studierte Kulturwissenschaften, Philosophie und Theaterwissenschaften in Tübingen und Leipzig sowie Kreatives Schreiben und Kulturjournalismus am Institut für Literarisches Schreiben in Hildesheim. Von 2011 bis 2013 war sie für die Ausgaben 31 bis 35 Mitherausgeberin der Literaturzeitschrift Bella triste.
Kames’ von Christian Metz bei der FAZ als „poetisches Konzeptalbum“ und „kompositorische Meisterleistung“ bezeichnetes Debüt Halb Taube, halb Pfau, das 2016 erschien, wurde hochgelobt und mehrfach ausgezeichnet. Der Literaturkritiker Denis Scheck bezeichnete es als „wirklich spektakuläres Debüt“. Der Text inszeniert sein poetisches und poetologisches Zentrum, eine weitläufige, weiße Landschaft, auch im Satzbild und in einer über QR-Codes abrufbaren Audio-Ebene.
In den Jahren vor und nach Erscheinen des Buches entwickelte Kames, vorwiegend in Zusammenarbeit mit der bildenden Künstlerin Denise Winter und dem Klangkunst-Duo sounding situations, auf dem Text basierende audio-visuelle Bühnenformate und Installationen, die unter anderem in den Literaturhäusern Stuttgart und Freiburg und in der König Galerie Berlin gezeigt wurden. Für das Hildesheimer Literaturfestival Prosanova 2014, die E-Book-Anthologie des Berliner Literaturlabels Kabeljau & Dorsch und das Haus der Kulturen der Welt entstanden bereits lange vor Erscheinen von Halb Taube Halb Pfau intermediale Arbeiten zum Text. Mit sounding situations produzierte Kames auf Basis der Audioebene des Buches ein Hörspiel, das 2019 vom SWR urgesendet und im Juni desselben Jahres von der Akademie der Darstellenden Künste als Hörspiel des Monats ausgezeichnet wurde.
Kames’ zweites Buch Luna Luna erschien 2019 ebenfalls im Secession Verlag für Literatur. Zeitgleich zum Erscheinen wurde von Deutschlandfunk Kultur ein gleichnamiges Hörspiel in der Regie von Leopold von Verschuer urgesendet. Luna Luna war für den Preis der Leipziger Buchmesse 2020 nominiert und wurde zwei Mal in Folge auf die SWR-Bestenliste gewählt. Im selben Jahr wurde die Autorin für ihr bisheriges Gesamtwerk mit dem Literaturpreis Text & Sprache des Kulturkreises der Deutschen Wirtschaft sowie mit dem erstmals verliehenen Literaturpreis der Landeshauptstadt Wiesbaden ausgezeichnet.

„Die lyrische Mondfantasie ‚Luna Luna‘ ist ein poetisch-musikalisches Gesamtkunstwerk: rasant, assoziativ und mit ganz viel Pop.“

Kames’ im Suhrkamp Verlag erschienener Roman Hasenprosa (2024) ist ein experimentelles Buch, das eine Verflechtung von Autofiktion und biografischen Elementen der Verfasserin bietet. Die Geschichte beginnt jenseits einer traditionellen Handlung und führt die Leser durch eine fantasievolle Reise, angeleitet von einem hasenartigen Cicerone, der die Ich-Erzählerin durch verschiedene Welten – von Hollywood bis zur afrikanischen Savanne und durch Erinnerungen an ihre Großeltern – führt. Der Roman ist auch ein visuelles Werk, das Fotografien und Referenzen auf Musik enthält. Er stand auf der Shortlist des Deutschen Buchpreises 2024. 
Neben ihren eigenen Arbeiten übersetzt Maren Kames die Theaterstücke und Essays der israelischen Autorin Sivan Ben Yishai aus dem Englischen. Sie lebt und arbeitet in Berlin.

## Publikationen
- Halb Taube, halb Pfau. Secession Verlag für Literatur, Zürich 2016, ISBN 978-3-905951-93-6.
- Luna Luna. Secession Verlag für Literatur, Zürich 2019, ISBN 978-3-906910-67-3.
- Hasenprosa. Suhrkamp Verlag, Berlin 2024, ISBN 978-3-518-43168-9.

### Kürzere Texte (Auswahl)
- Stationiere dich hier. In: Jan Brandt und Jo Lendle (Hrsg.): Akzente. Krieg. Carl Hanser Verlag, 2015.
- 90° 0‘ 0‘‘ S. In: Malte Abraham, Chris Möller, Sven Schaub (Hrsg.): Kabeljau & Dorsch Anthologie. Enhanced E-Book. Berlin 2016.
- Schmelzwassersedimente am Rand eines großen Eiskörpers. In: BELLA triste. Nr. 46. Hildesheim 2016.
- Entschuldige mal bitte, ich denke, das wird jetzt eine Weile driften. Textprotokoll. In: BELLA triste. Sonderausgabe zum Prosanova Literaturfestival, Nr. 48. Hildesheim 2017.

### Hörspiele
- 90° 0‘ 0‘‘ S. (Regie: Milena Kipfmüller & Maren Kames, Musik: Klaus Janek, SWR 2019; Hörspiel des Monats Juni 2019).
- Luna Luna. (Regie: Leopold von Verschuer, DLF 2019).

## Auszeichnungen
- 2013: Jurypreis für Lyrik und taz-Publikumspreis des Open Mike, Berlin[15]
- 2014: Gargonza Arts Stipendium[16]
- 2016: Jahresstipendium für Schriftsteller des Ministeriums für Wissenschaft und Kunst des Landes Baden-Württemberg[17]
- 2017: Kranichsteiner Literaturförderpreis[18]
- 2017: PoesieDebütPreis Düsseldorf für ihren Lyrikband halb taube halb pfau[19]
- 2017: Anna Seghers Preis[20]
- 2019: Stipendiatin der Villa Aurora in Los Angeles[21]
- 2020: Literaturpreis „Text & Sprache“ des Kulturkreises der deutschen Wirtschaft[22]
- 2020: Literaturpreis der Landeshauptstadt Wiesbaden für ihr bisheriges literarisches Werk[23]
- 2020: Horst Bingel-Preis für Literatur „für ihre in der Form überraschende und im Inhalt facettenreiche Lyrik“
- 2024: Shortlist des Deutschen Buchpreises mit Hasenprosa[24]